# Limbas (informatique)
Pour les articles homonymes, voir Limbas.
LIMBAS est une plate-forme informatique modulaire qui permet de réaliser des applications ou des portails web à l'aide uniquement d'un navigateur web. La gestion de traitements avancés nécessite la création d'extensions programmées en PHP. C'est un logiciel libre distribué selon les termes de la licence GNU GPL 2.
LIMBAS entre dans la catégorie de software factory ou RAD.

## Fonctionnalités
- Éditeur de table
- Générateur automatique de l'affichage (liste et formulaire)
- Éditeur de formulaire
- Éditeur de rapport PDF
- GED
- Groupware
- Client de messagerie
- Calendrier

## Philosophie
Limbas est basé sur un moteur tout table. En effet, là ou dans Unix tout est fichier, dans Limbas tout est table. Ainsi le gestionnaire de fichier de la GED est basé sur une table. Le client de messagerie est basé sur une table. Les calendriers sont des tables. Le moteur de workflow est basé sur les tables.
Le grand avantage de ce modèle est l'interconnexion des modules. Ainsi, sans difficultés il est possible de lier entre eux enregistrements d'une table métier, fichiers, emails ou même rendez-vous de calendrier.

## Cycle de programmation
Le développement d'une application à l'aide de Limbas se calque sur la méthode agile. C'est-à-dire un développement rapide créé par un couple informaticien spécialisé/spécialiste logique métier.
La part importante du projet se trouve donc dans la spécification et la définition du besoin, contrairement à un cycle standard qui nécessite des temps important de programmation.

## Avantages
- Flexibilité
- Sécurité (des saisies, de l'intégrité des données, des accès)
- Rapidité

## Environnement
- Système d'exploitation : Linux ou autre posix
- Serveur : apache
- Base de données : MySQL, MAXDB, INGRES, PostgreSQL, Microsoft SQL Server et Oracle
- Langage : PHP
- Interface : Navigateur web (Internet explorer, Firefox, Safari)